# Port lotniczy Leros
Port lotniczy Leros (IATA: LRS, ICAO: LGLE) – krajowy port lotniczy położony na wyspie Leros, w Grecji.

## Linie lotnicze i połączenia
| Linia Lotnicza | Kierunek                                 |
| -------------- | ---------------------------------------- |
| Olympic Air    | 1. Ateny                                 |
| Sky Express    | 1. Astipalea 2. Kalimnos 3. Kos 4. Rodos |